# Sky High
Sky High er en amerikansk stumfilm fra 1922 af Lynn Reynolds.

## Medvirkende
- Tom Mix som Grant Newbury
- J. Farrell MacDonald som Jim Frazer
- Eva Novak som Estelle Halloway
- Sid Jordan som Andrew Bates
- William Buckley som Victor Castle
- Adele Warner som Marguerite Castle